# Santec
Santec (bretonisch Santeg) ist eine französische Gemeinde mit 2435 Einwohnern (Stand 1. Januar 2022) im Département Finistère in der Bretagne. Die Gemeinde liegt 47 Kilometer nordöstlich von Brest am Ärmelkanal.

## Bevölkerungsentwicklung
| 1962 | 1968 | 1975 | 1982 | 1990 | 1999 | 2006 | 2017 |
| ---- | ---- | ---- | ---- | ---- | ---- | ---- | ---- |
| 2053 | 2032 | 2019 | 2147 | 2208 | 2133 | 2266 | 2409 |

## Sehenswürdigkeiten
- von 1851 bis 1855 nach den Plänen des Archäologen Pol de Poucy erbaute Dorfkirche Saint-Adrien mit Kirchengegenständen vom 14. bis 18. Jahrhundert
- in Privatbesitz befindendliche Insel Île de Sieck
- 17 Kilometer lange Küste mit mehreren Stränden

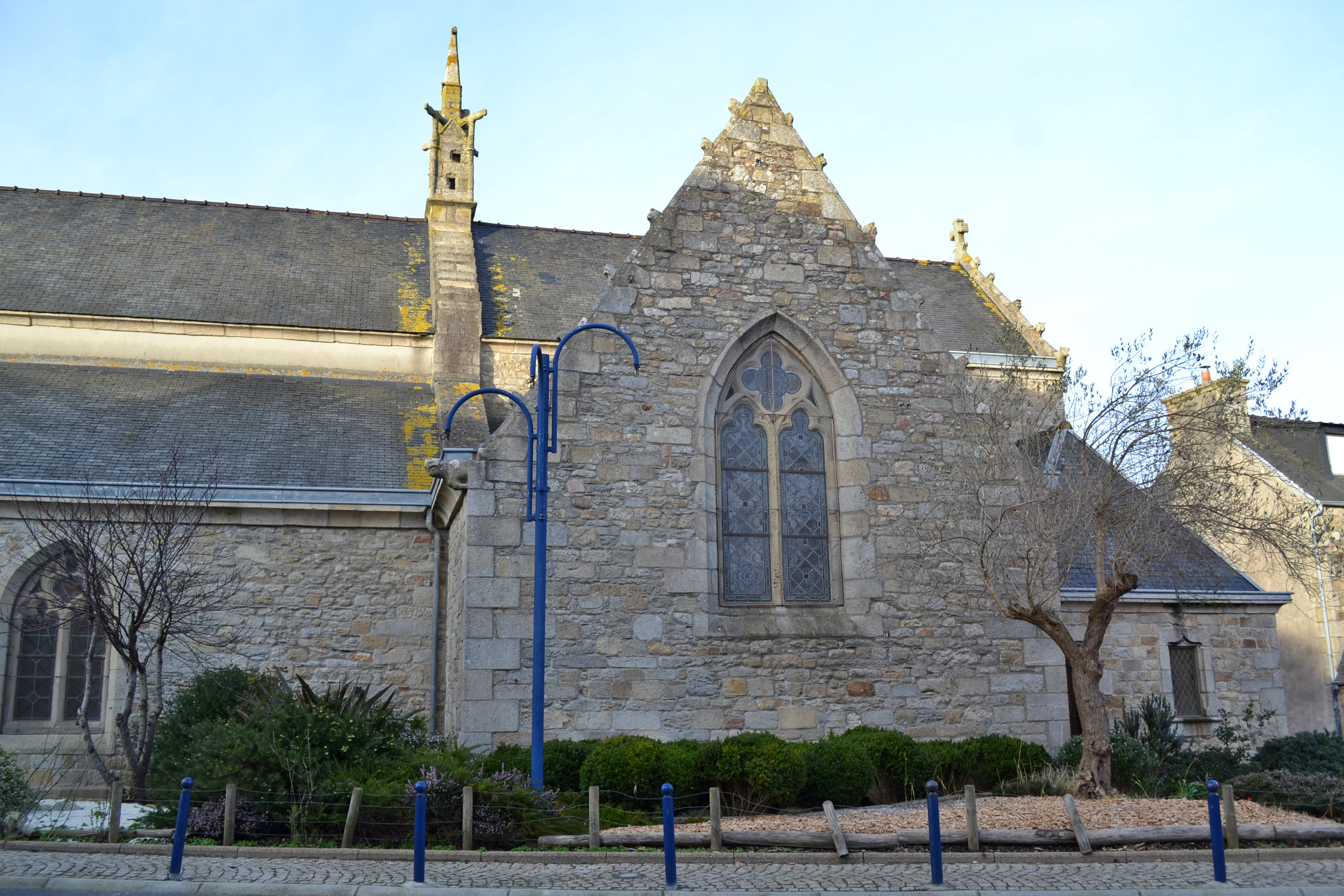
Kirche Saint-Adrien
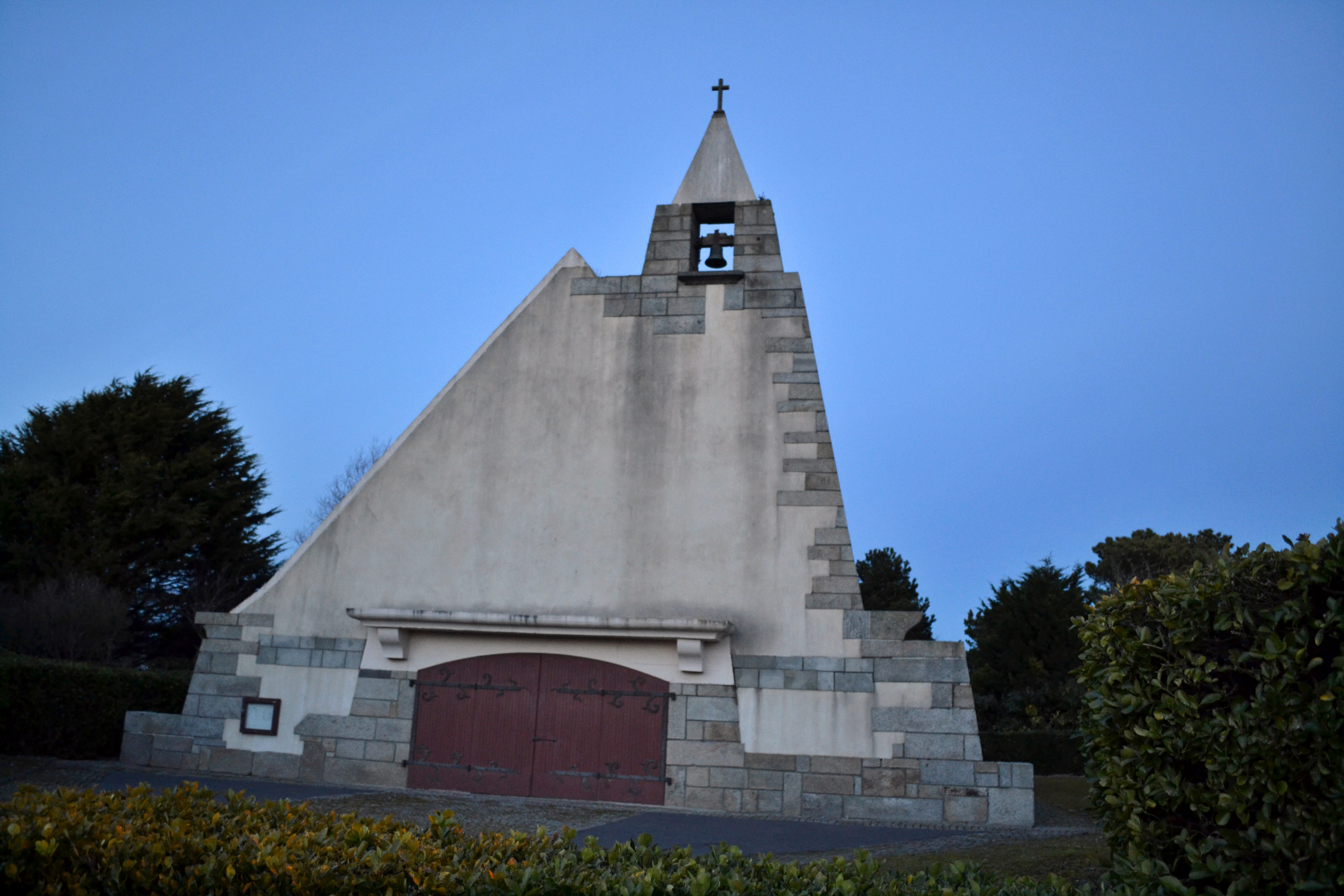
Kapelle Saint-Claude
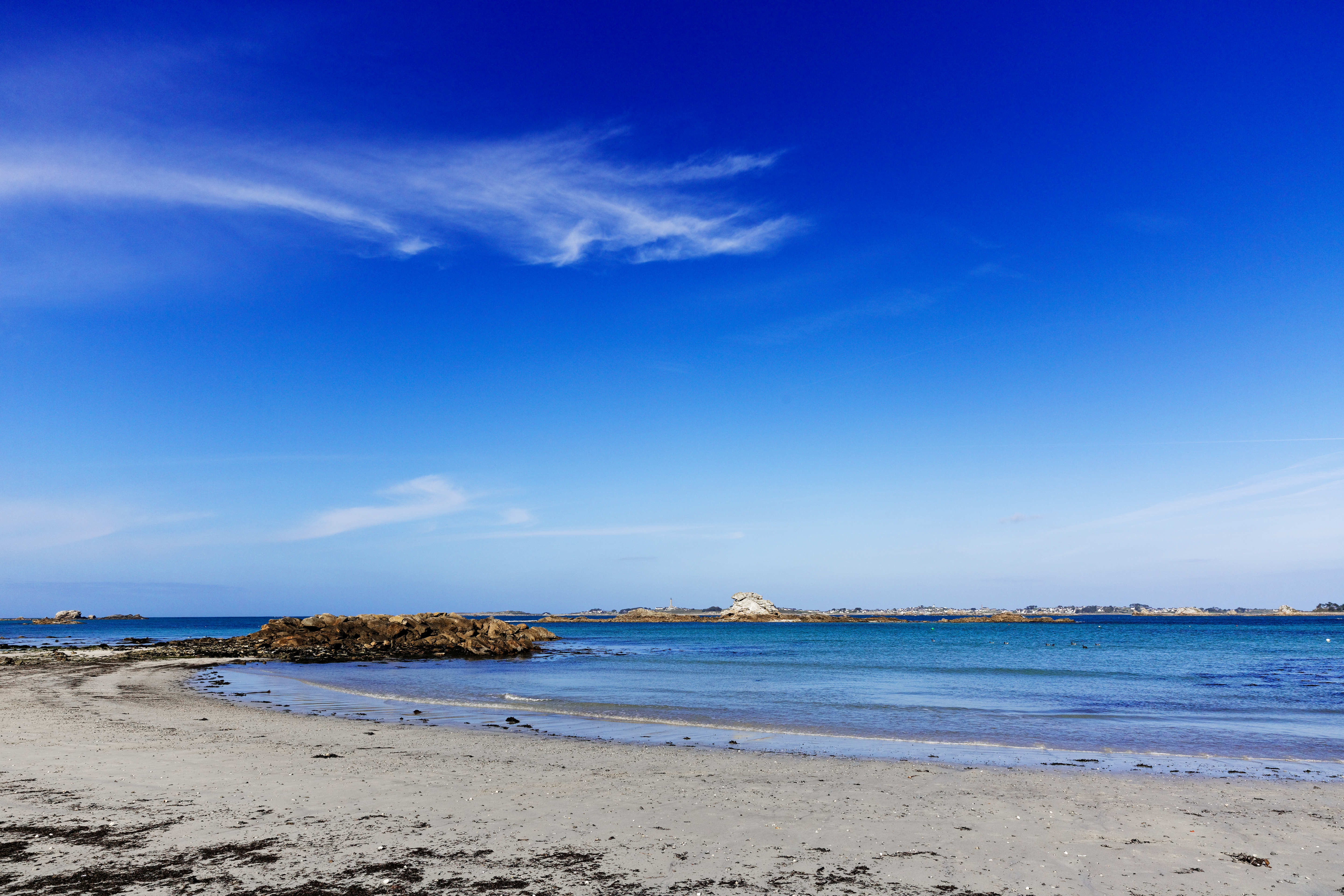
Strandabschnitt in Santec

## Persönlichkeiten
- Claude Rolland (1910–1973), römisch-katholischer Ordensgeistlicher, Bischof von Antsirabé, geboren in Santec
- John Davison (1933–2009), US-Diplomat, verbrachte seinen Ruhestand in Santec
- Denez Prigent (* 1966), Liedermacher und Interpret bretonischer Lieder, geboren in Santec